# Hendra Setiawan
Hendra Setiawan (født 24. august 1984 i Pemalang) er en indonesisk badmintonspiller. Hans største internationale resultat, var da han repræsenterede Indonesien under Sommer-OL 2008 i Beijing, Kina og vandt guld sammen med Markis Kido.